# Fortnight
«Fortnight» (en español: «Quincena») es una canción escrita e interpretada por la cantautora estadounidense Taylor Swift en colaboración con el cantautor y productor Post Malone publicada por la compañía Republic Records el 19 de abril de 2024 como primer sencillo del undécimo álbum de Swift, The Tortured Poets Department. Es la primera pista del disco y fue compuesta por ella misma junto a Jack Antonoff y Malone.

## Antecedentes
La amistad entre Taylor Swift y Post Malone se remonta en 2018, cuando se conocieron por primera vez entre bastidores en 2018 Billboard Music Awards y compartieron su admiración el uno por el otro, con Swift elogiando la canción de Malone «Better Now» (2018) en particular.El 27 de octubre de 2023, Malone reveló que anteriormente habían pasado el rato juntos y la elogiaron como persona, así como sus habilidades para componer canciones.Antes de su lanzamiento, su colaboración fue ampliamente vista como un ajuste natural, con Malone «debería hacia una carrera de música country» en ese momento y Swift teniendo a las raíces en este género.
Tras el anuncio del álbum de estudio The Tortured Poets Department durante el discurso en 66.ª edición de los Premios Grammy de Swift el 5 de febrero, reveló «Fortnight» como la pista de apertura de la lista de canciones poco después. Malone resultó ser una de las dos únicas apariciones especiales en el álbum.Al día siguiente, recurrió a su Instagram para compartir su entusiasmo por el lanzamiento y la colaboración. Al día siguiente, recurrió a su Instagram para compartir su entusiasmo por el lanzamiento y la colaboración.Durante una entrevista con Zane Lowe para Apple Music 1, la cantante felicitó a Swift y la describió como «increíble» y «talentosa». Según él, Swift inició la colaboración simplemente «golpeándolo». Luego «entró en el estudio» y pasó el rato con ella, pasando un «buenos días». En el momento de la entrevista, Malone reveló que aún no había escuchado la canción completa. 
La canción fue lanzada como el primer sencillo de The Tortured Poets Department el 19 de abril de 2024, al mismo tiempo que el lanzamiento del álbum. Republic Records dio al servicio de «Fortnight» a la contemporary hit radio y adult contemporary en los Estados Unidos, mientras que Universal Music lo promocionó en la radio en Italia.La canción también se puso a disposición para su compra como sencillo en CD a través de la tienda en línea de Swift en los Estados Unidos, Irlanda y el Reino Unido,y Alemania y Suiza.A partir de los espectáculos de mayo de 2024 en Nanterre como parte de la Gira Eras, Swift renovó la lista de canciones para incluir canciones del álbum, que incluye «Fortnight».

## Composición
«Fortnight» es una canción de downtempo y electropop influenciada por la década de los 80.La letra trata sobre el relato de una mujer de cómo se convierte en vecina de un ex amante, que ahora está casado con otra mujer («Tu esposa riega las flores/Quiero matarla»). 

## Video musical
Swift escribió y dirigió el vídeo musical de «Fortnight», dirigida por Rodrigo Prieto.Cuatro horas antes del lanzamiento del álbum, Swift publicó un teaser del vídeo musical en las redes sociales.El vídeo musical se estrenó el 19 de abril de 2024. Tiene una fotografía en blanco y negro y presenta a Swift y Malone como ex amantes, y a los coprotagonistas de Dead Poets Society, Ethan Hawke y Josh Charles, como psiquiatras que realizan pruebas en Swift.
El vídeo comienza con Swift vista con un vestido blanco, encadenada a su cama en un centro psiquiátrico;la cama está suspendida en la pared.Después de que una persona sin rostro viene a darle una píldora «Olvídate de él», se ve a Swift limpiándose la cara para revelar tatuajes, antes de entrar en una habitación blanca llena de máquinas de escribir con ella y Malone digiriendo;ahora se la ve con un vestido victoriano negro de luto.Ed Power de The Daily Telegraph pensó que esta parte simboliza la queja de Swift por una relación rota, demostrada por el cambio de un vestido de novia blanco a un vestido de luto negro.Alexa Camp de Slant Magazine escribió que la mecanografía de Swift y Malone estaba en «una especie de centro de rehabilitación de relaciones donde se les asigna la tarea de revivir recuerdos más felices el uno del otro».
El video musical luego muestra escenas de Swift y Malone abrazándose en una carretera sola antes de quedar atrapados en un tornado que hace que los papeles sueltos se arremolinen a su alrededor; Brittany Spanos de Rolling Stone pensó que esta parte parece contar «la historia de los amantes cruzados por las estrellas».De vuelta en el centro psiquiátrico, Swift es vista atada a una camilla, en un laboratorio.Los médicos (Hawke y Charles) le realizan una terapia de choque, mientras Malone se para a su lado y observa.En la escena final, Malone llama desde una cabina telefónica que Swift está encima en la lluvia torrencial de una tormenta eléctrica, en un acantilado aislado. Finalmente sale de la cabina y agarra la mano de Swift.El vídeo termina con créditos de películas mudas.
Swift compartió a través de las redes sociales que el video resume los aspectos del álbum: «Quería mostrarte los mundos que vi en mi cabeza que sirvieron de telón de fondo para hacer esta música. Casi todo lo que hay en él es una metáfora o una referencia a un rincón del álbum u otro».Según algunas publicaciones, el vídeo musical evoca la película de 2023 Poor Things. Megan Thomas de CNN escribió que el vídeo es «extraños pero hermoso».Power pensó que el vídeo tenía una calidad inquietante, diciendo que «aquí, ella se mete bajo nuestra piel como nunca antes».

## Personal
- Taylor Swift – vocalista, compositora y productora
- Post Malone – vocalista y compositora
- Jack Antonoff – productor, compositor, batería, sintetizador, percusión, guitarra eléctrica, guitarra acústica, programación
- Louis Bell – productor vocal, ingeniero vocal
- Serban Ghenea – mezcla
- Bryce Bordone – ingeniero de mezclas
- Laura Sisk – ingeniera de grabación
- Oli Jacobs – ingeniero de grabación
- Jon Sher – ingeniero asistente de grabación
- Jack Manning – ingeniero asistente de grabación
- Lauren Márquez – ingeniera asistente de grabación
- Sean Hutchinson – batería
- Michael Riddleberger – ingeniero de grabación
- Randy Merrill – masterización

## Posicionamiento en listas
| Lista (2024)                              | Mejor posición |
| ----------------------------------------- | -------------- |
| Argentina (Argentina Hot 100)             | 22             |
| Australia (ARIA)                          | 1              |
| Austria (Ö3 Austria Top 40)               | 2              |
| Bélgica (Flandes) (Ultratop 50)           | 4              |
| Bélgica (Valonia) (Ultratop 50)           | 45             |
| Brasil (Brasil Hot 100)                   | 12             |
| Canadá (Canadian Hot 100)                 | 1              |
| Canadá (Canada AC)                        | 19             |
| Canadá (CHR/Top 40)                       | 12             |
| Canadá (Hot AC)                           | 5              |
| Costa Rica (FONOTICA)                     | 14             |
| Croacia Croatia (Billboard)               | 6              |
| República Checa (Singles Digitál Top 100) | 8              |
| Dinamarca (Tracklisten)                   | 2              |
| Ecuador (Billboard)                       | 25             |
| Finlandia (OFC)                           | 17             |
| Francia (SNEP)                            | 19             |
| Alemania (Offizielle Deutsche Charts)     | 2              |
| Global 200 (Billboard)                    | 1              |
| Grecia (IFPI)                             | 3              |
| Hong Kong (Billboard)                     | 1              |
| Hungría (Single Top 40)                   | 24             |
| Islandia (Plötutíðindi)                   | 5              |
| India (IMI)                               | 1              |
| Indonesia (Billboard)                     | 5              |
| Irlanda (IRMA)                            | 2              |
| Italia (FIMI)                             | 22             |
| Japón (Japan Hot 100)                     | 37             |
| Letonia (LAIPA)                           | 4              |
| Líbano (Lebanese Top 20)                  | 9              |
| Lituania (AGATA)                          | 4              |
| Luxemburgo (Billboard)                    | 4              |
| Malasia (Billboard)                       | 1              |
| Malasia Malaysia International (RIM)      | 1              |
| MENA (IFPI)                               | 2              |
| Países Bajos (Dutch Top 40)               | 21             |
| Países Bajos (Mega Single Top 100)        | 8              |
| Nueva Zelanda (Recorded Music NZ)         | 1              |
| Noruega (VG-lista)                        | 4              |
| Perú (Billboard)                          | 19             |
| Filipinas (Billboard)                     | 1              |
| Polonia (Polish Streaming Top 100)        | 16             |
| Portugal (AFP)                            | 2              |
| Arabia Saudita (IFPI)                     | 3              |
| Singapur (RIAS)                           | 1              |
| Eslovaquia (Rádio Top 100)                | 44             |
| Eslovaquia (Singles Digitál Top 100)      | 8              |
| Sudáfrica (Billboard)                     | 4              |
| Sudáfrica (TOSAC)                         | 4              |
| Corea del Sur (Circle)                    | 116            |
| España (Top 100 Canciones)                | 16             |
| Suecia (Sverigetopplistan)                | 4              |
| Suiza (Schweizer Hitparade)               | 3              |
| Taiwán (Billboard)                        | 2              |
| EAU (IFPI)                                | 1              |
| Reino Unido (UK Singles Chart)            | 1              |
| Estados Unidos (Billboard Hot 100)        | 1              |
| Estados Unidos (Adult Contemporary)       | 14             |
| Estados Unidos (Adult Top 40)             | 6              |
| Estados Unidos (Dance/Mix Show Airplay)   | 24             |
| Estados Unidos (Mainstream Top 40)        | 9              |

## Historial de lanzamientos
| País           | Fecha               | Formatos                     | Discográfica | Ref.          |
| -------------- | ------------------- | ---------------------------- | ------------ | ------------- |
| Italia         | 19 de abril de 2024 | Radio airplay                | Universal    | [ 84 ]        |
| Estados Unidos | 19 de abril de 2024 | Contemporary hit radio       | Republic     | [ 85 ]        |
| Estados Unidos | 19 de abril de 2024 | Hot adult contemporary radio | Republic     | [ 13 ]        |
| Alemania       | 25 de abril de 2024 | CD single                    | Universal    | [ 86 ]        |
| Suiza          | 25 de abril de 2024 | CD single                    | Universal    | [ 86 ]        |
| Ireland        | 3 de mayo de 2024   | CD single                    | Universal    | [ 87 ]        |
| Reino Unido    | 3 de mayo de 2024   | CD single                    | Universal    | [ 87 ]        |
| Estados Unidos | 31 de mayo de 2024  | CD single                    | Republic     | [ 88 ] [ 89 ] |